# Kohlenmeiler

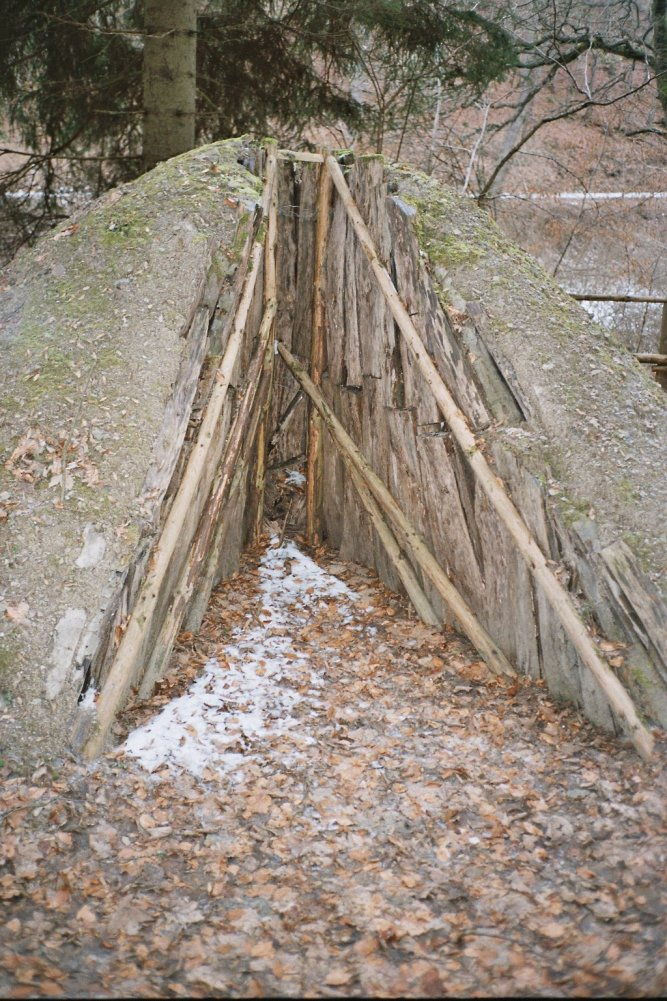
Schnitt durch einen Kohlenmeiler

Ein Kohlenmeiler (auch: Kohlemeiler, kurz Meiler) ist ein bedeckter Holzhaufen, der von einem Köhler in Brand gesetzt wird, um Holzkohle zu erzeugen. Er wird auch als Platz-, Ringmeiler sowie Standmeiler bezeichnet, im Gegensatz zum Grubenmeiler. Weitere Varianten sind der Podestmeiler und der Hangmeiler.

## Geschichte
Mittels Kohlenmeilern wird seit dem Altertum Holzkohle hergestellt. Holzkohle ist wesentlich leichter als Fällholz und somit einfacher zu transportieren. Darüber hinaus erzeugt Holzkohle eine wesentlich größere Hitze. Die Köhlerei war daher in der frühen Neuzeit ein bedeutender Wirtschaftszweig. Damals war Holzkohle der einzige Brennstoff, mit dem man die nötige Hitze für die Eisenverhüttung erzeugen konnte. 1788 wird in dem Aufsatz Staat- und Pflichtvorhaltung eines Kohlenmeisters bei einem Eisenwerk dargelegt, der Kohlenmeister müsse nicht nur für den Kohlholz-Vorrat sorgen, die Aufsicht über Köhler und deren Knechte führen, sondern auch öfter die „Kohlhäue“ besuchen, also den Waldteil, der zum Gewinnen des Kohlholzes dient.
1713 wurde ein Verfahren entwickelt, um aus Steinkohle hochofentauglichen Koks herzustellen. Danach ging der Verbrauch der teuren Holzkohle trotz steigender Eisenproduktion immer mehr zurück. Ab dem 17. Jahrhundert wurden dann auch zunehmend Pechöfen verwendet und im 19. Jahrhundert dann auch Retorten. Dies hatte zur Folge, dass immer weniger Kohlenmeiler gebraucht wurden. Der allmähliche Niedergang für die Holzköhlerei begann im 19. Jahrhundert, als die Steinkohle dann die Holzkohle praktisch ersetzte und später auch Gas und Elektrizität an Bedeutung gewannen. Der Zweite Weltkrieg löste nochmals eine starke Nachfrage nach Holzkohle aus. Damals wurden auch Motorfahrzeuge mit Holz oder Holzkohle angetrieben.
Heute ist Holzkohle ohne besondere wirtschaftliche Bedeutung, insbesondere ist durch den Verlust des Holzgases während des Köhlens die Brennwertausbeute aus dem Holz extrem gering. Die Köhlerei wird nur noch aus Traditionsgründen und für einige Spezialanwendungen von Holzkohle betrieben.

## Funktionsweise
Um Holzkohle zu erzeugen, müssen Wasser und die leicht flüchtigen Bestandteile des Holzes verdampfen.
Auf dem Meilerplatz, möglichst an einem Ort nahe einem Gewässer zum späteren Löschen, wird der Meiler aus Holz angelegt, in annähernd halbkugel- oder kegelförmigen Haufen, mit großen Scheiten, meist Ein-Meter-Scheite, regelmäßig (und zwar stehend oder liegend), rundherum, um den Quandel herum. Rundum kann ein Stübbewall errichtet werden.
Darauf kommt ein luftdichtes Dach aus trockenen Tannenästen oder auch Laub, Heu oder Stroh (Knipp-Knüppdach), Gras-, Pflanzensoden und Moos (Rauhdach).  Zusammen bilden diese Aufbauten das Gründach. Zum Abschluss wird der Meiler mit Lösche (Stübbe, Stibbe, Gestübe) und Erde (Erddach) – mit Ausnahme des Quandels –  luftdicht verschlossen. Es wird dann eine Abstützung aus Rundhölzern und Brettern um den Fuß des Meilers herum erstellt. Dann wird über den Quandel der Meiler entzündet, anschließend wird auch dieser verschlossen.
Ein sicheres Zeichen, dass die Verkohlung begonnen hat, ist das sogenannte Stoßen des Meilers. Durch die starke Erwärmung kommt es zu Holzgasverpuffungen, die bei einer zu kräftigen Meilerabdeckung zur Explosion des Meilers führen können. An der Spitze sowie am Fuß des Meilers werden einzelne Löcher, in der Köhlerei Räume, Plätze oder Zuglöcher genannt, eingestochen, mit denen das Feuer im Meiler reguliert werden kann. Unter dieser Decke leitet man die Verbrennung bei sorgsam geregeltem Luftzutritt in der Weise, dass möglichst nicht mehr Holz verbrennt als unbedingt erforderlich, um so die gesamte Holzmasse auf die Verkohlungstemperatur zu erhitzen. Im Meiler darf das Holz nicht brennen, sondern nur verkohlen. Durch die kleinen Luftlöcher wird Luft hereingelassen, ein Feuer wird auf diese Weise vermieden. Es entsteht aber eine große Hitze, und das im Holz enthaltene Wasser verdampft, Teer kondensiert am Gründach. Der Rauch ist gelblich-weiß und geruchlos. Die Hitze des glimmenden Holzes im Innern des Meilers treibt dann alle flüssigen und flüchtigen Bestandteile als Rauch aus dem Holz. Wenn durch die Verpuffungen die Meilerabdeckung beschädigt wird, muss der Köhler auf den Meiler steigen und diese wieder verschließen. Bei großen, bis zu 3 m hohen Meilern besteht die Gefahr, dass der Köhler in den glühenden Meiler einbricht, dies führt oft zum Tode.
Die Aufgabe des Köhlers ist es nun, über die folgenden Tage oder Wochen (je nach Größe des Meilers und Witterung) den Meiler weder erlöschen noch ihn durch zu viel Luftzufuhr abbrennen zu lassen. Dazu bohrt und verschließt er die Zuglöcher. Im Wesentlichen sollen nur die sich aus dem erhitzten Holz entwickelnden Gase und Dämpfe verbrennen. Durch die Beobachtung des Rauches bzw. von dessen Farbe muss der Köhler erkennen, ob zu viel oder zu wenig Luftzufuhr herrscht. An der Farbe des entweichenden Rauchs erkennt man, ob die Verkohlung vollendet ist. Ist der Rauch weiß und dicht, ist das Holz noch nicht verkohlt, ist er hell, fast durchsichtig und langsam bläulich, ist das Holz verkohlt. Die Zuglöcher werden nun weiter nach unten verlagert, um das Feuer auch in die unteren Bereiche des Meilers zu ziehen. Bei jeder Verlagerung der Zuglöcher wiederholt sich der Wechsel der Rauchfarben, der Meiler verkohlt von oben nach unten. Im Verlauf der Verkohlung sackt der Meiler langsam ein.
Ist die Verkohlung abgeschlossen, wird das Feuer im Meiler durch das Verstopfen der Luftlöcher schnell erstickt, und der Meiler beginnt langsam auszukühlen. Der Meiler wird nun, da er ausgebrannt ist, Stück genannt, der Prozess des Auskühlens wird als Garen bezeichnet. Zur besseren Abdichtung wird die Meilerdecke oft noch mit Wasser besprengt und mit einem Holzhammer verdichtet. Der Meiler ist nun etwa auf die Hälfte des ursprünglichen Volumens zusammengeschrumpft. Jetzt wird die Abdeckung geöffnet, sodann wird die Kohle mit einem Rechen, einer Forke oder einer Schaufel ausgezogen (Kohlenziehen, Kohlenlangen) und zum Abkühlen ausgebreitet. Glutnester werden mit Wasser gelöscht oder mit Lösche erstickt. Gelingt dies nicht vollständig, so verbrennt die zuvor entstandene Holzkohle innerhalb kürzester Zeit unter großer Wärmeentwicklung (exotherme Reaktion). Die dabei entstehende Hitze ist so groß, dass eine Annäherung an den Meiler unmöglich wird. Die Kohle muss nun min. 12 Stunden auskühlen. Zu kleinstückige Kohle verbleibt im Meiler und wird unter die Lösche gemischt. Es bleibt zu rund 98 % nur das Kohlenstoffgerüst der Holzzellen zurück.
Aus 100 kg Hartholz können ca. 30 kg Holzkohle gewonnen werden.
Bei der Meilerverkohlung fallen Nebenprodukte an, wie Holzteer, Holzessig, Holzgeist und Holzgas. Diese können im Meiler nicht vollständig ausgenutzt werden.
Sollte mit der Meilerverkohlung die Teergewinnung verbunden werden, wurden im Boden kleine Gruben angelegt oder es wurde der Boden mit Lehm ausgekleidet und der Teer mittels eines Kanals aus dem Meiler nach außen geführt, der Holzessig wurde mit eisernen oder kupfernen Rohren in ein Reservoir geleitet oder es wurden Pechölsteine sowie gemauerte Hangmeiler errichtet.

## Traditionen
In verschiedenen Städten wie Selb, Tharandt, oder Waldmünchen sowie Dörfern wie Walhausen (Saar), Hayingen-Münzdorf, Fischbach (bei Kaiserslautern) und Glasofen im Spessart gibt es regelmäßig sogenannte Köhlerfeste oder Meilerfeste beziehungsweise Meilerwochen.
In der Schweiz wird im Mettauertal im Jurapark Aargau alle fünf Jahre ein Kohlenmeiler aufgebaut. Im Elsass findet jedes Jahr am Fleckenstein ein großes Köhlerfest statt.

## Fotos

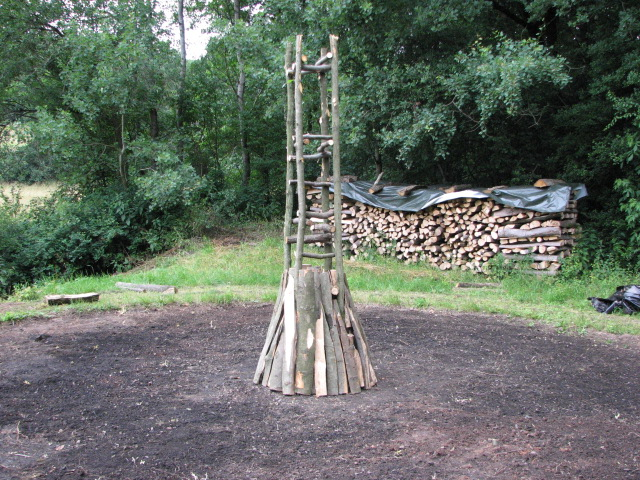
Kern (Quandel) des Meilers auf einem früheren Meilerplatz
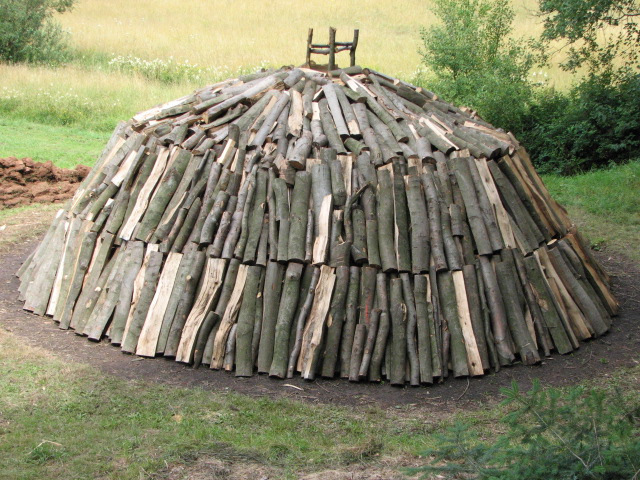
Schichtung des Buchenholzes um den Kern
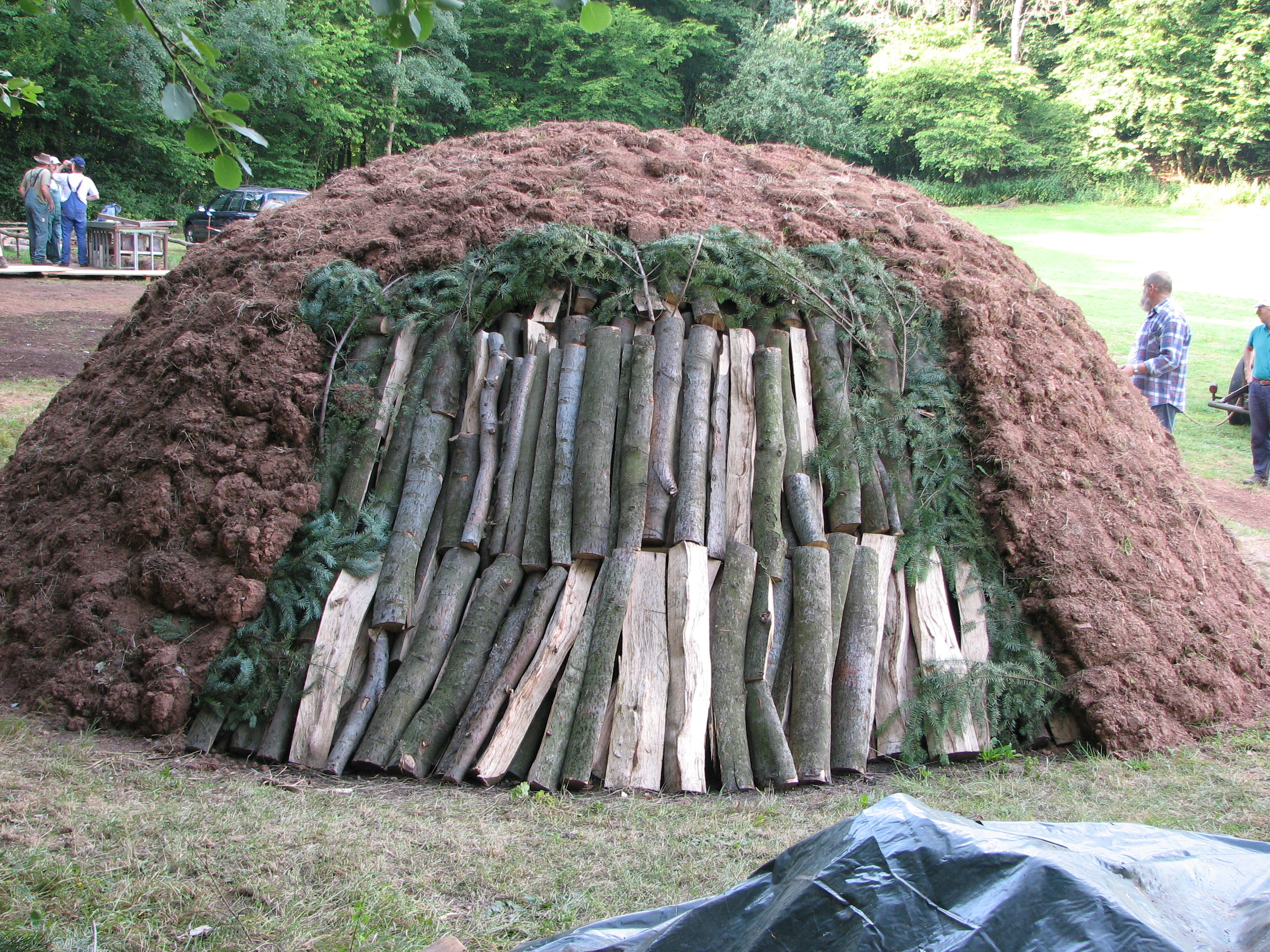
Meiler mit verschiedenen Schichtungen (Holz, Fichtenreisig, Grassoden)
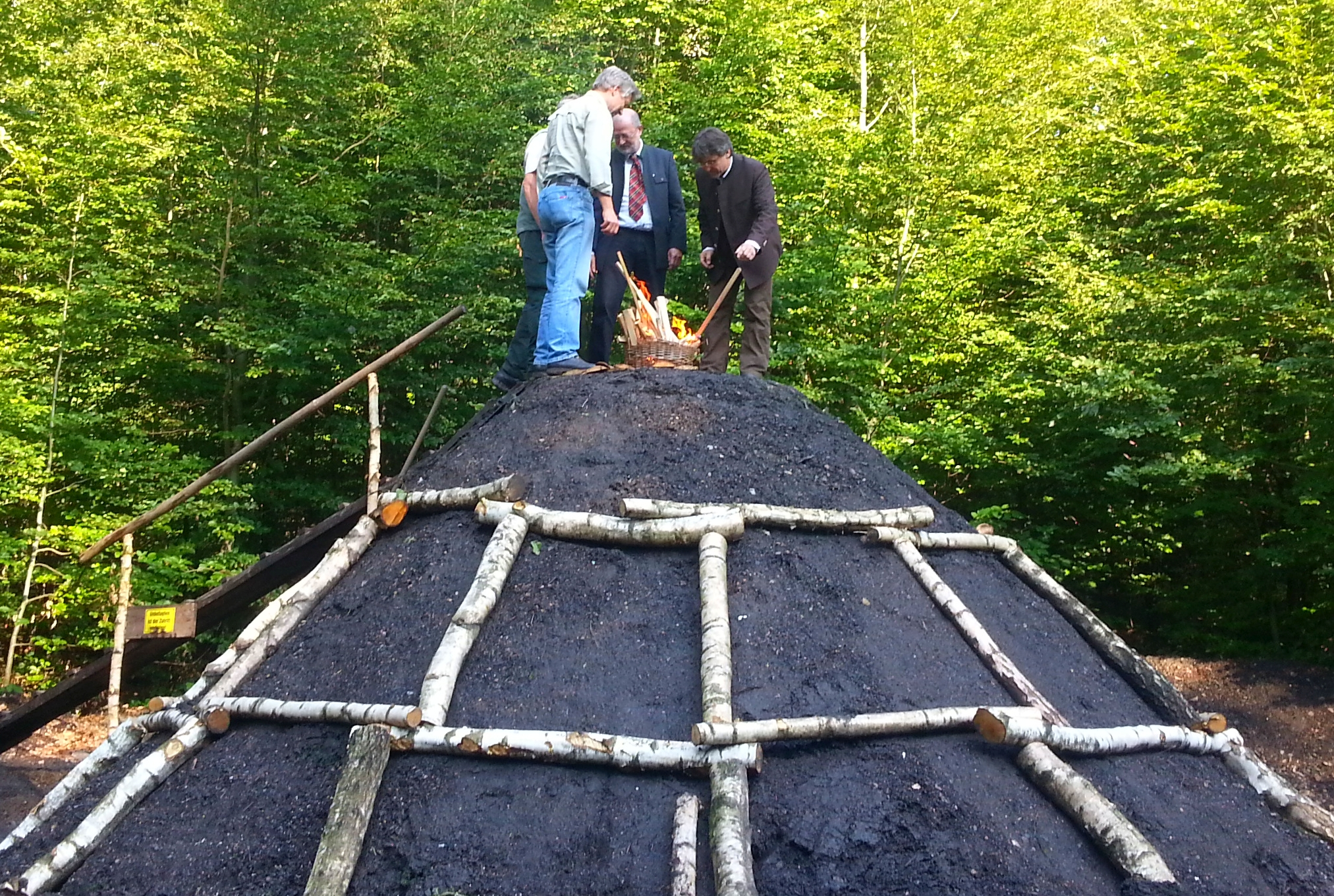
Entzündung eines Meilers durch Ehrengäste bei einem Meilerfest (2014)
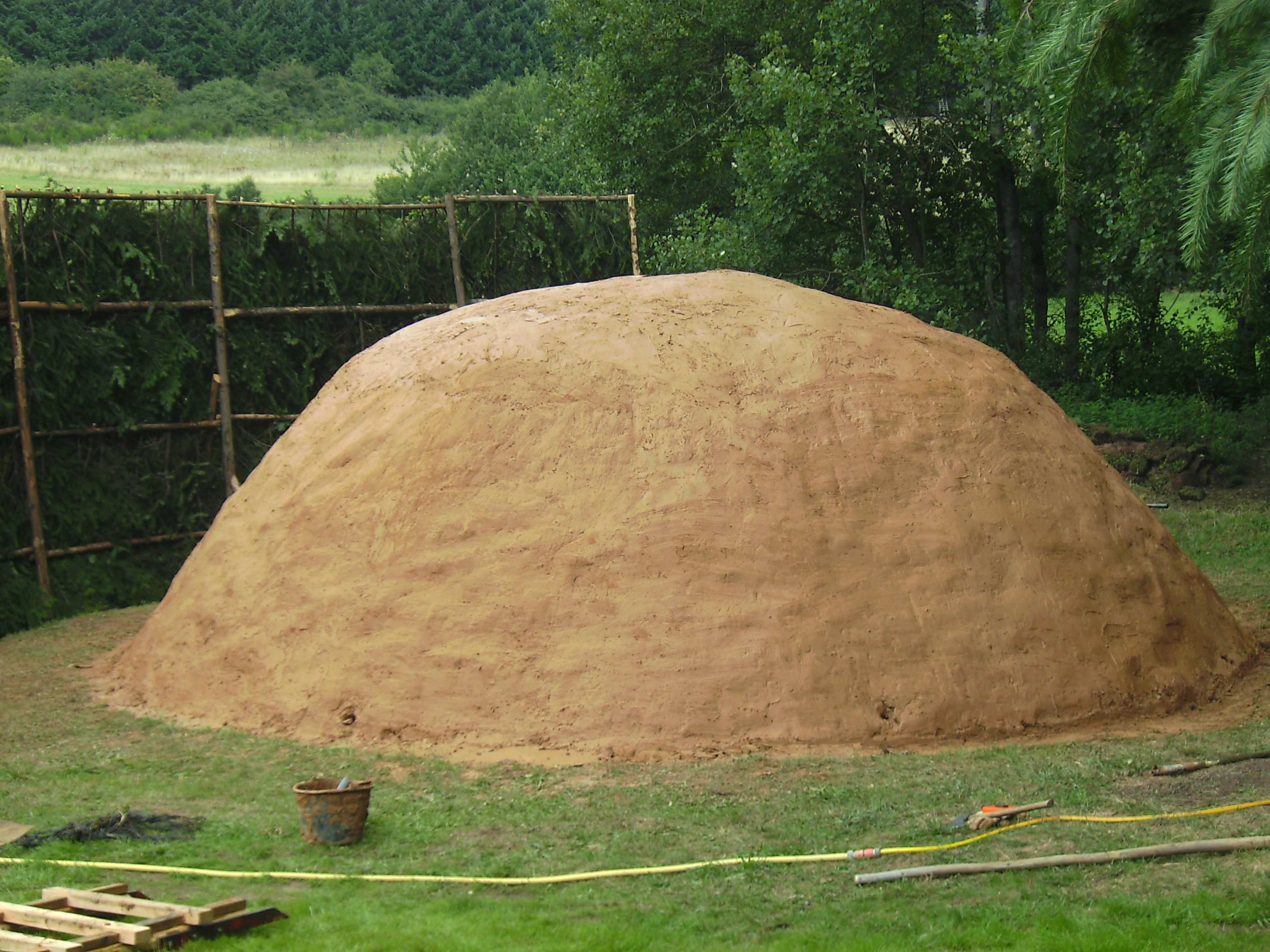
Mit Lehm abgedeckt, fertig zum Anzünden
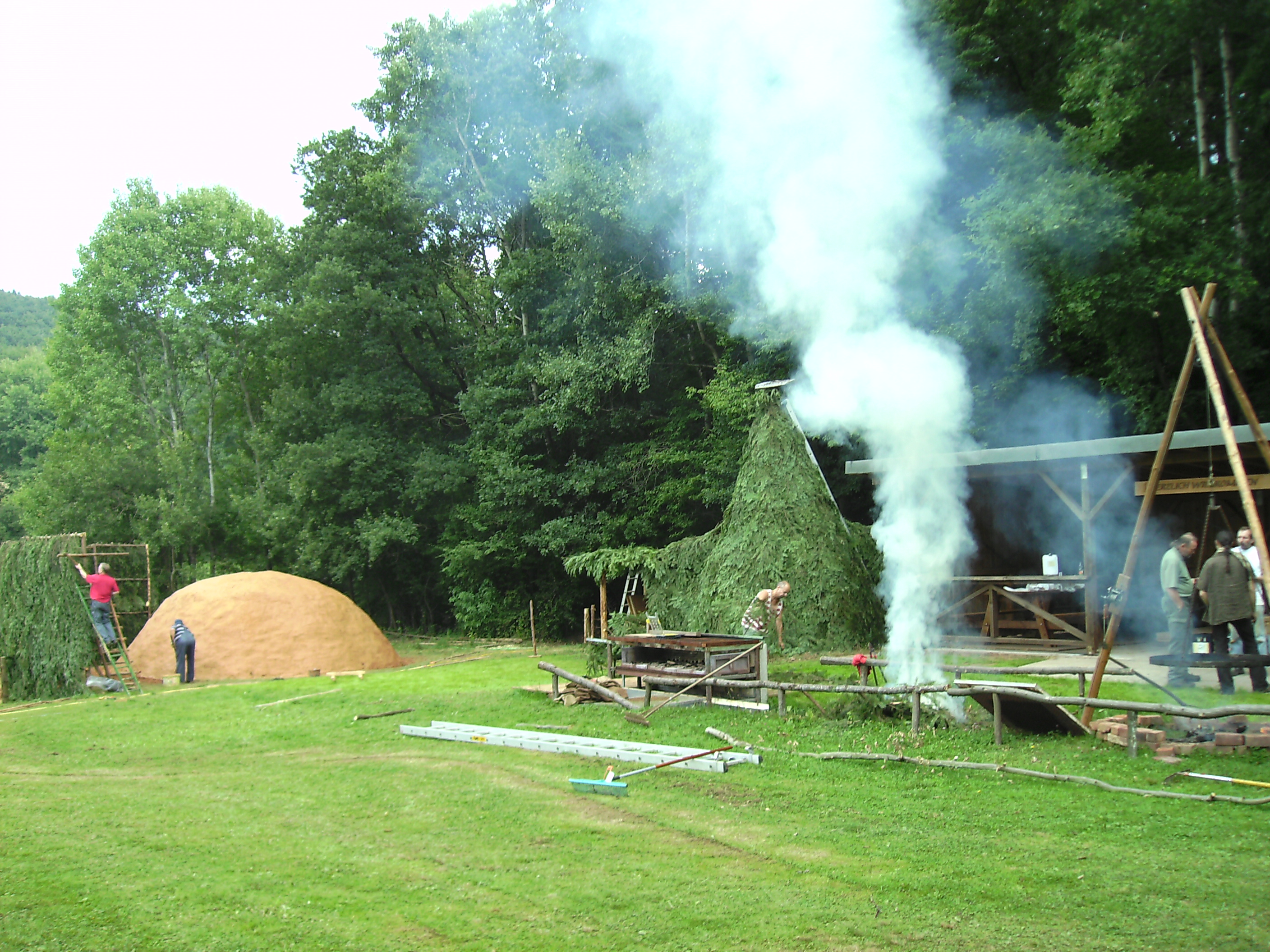
Fertiger Meiler mit Windfang, Köhlerhütte und Feuerstelle
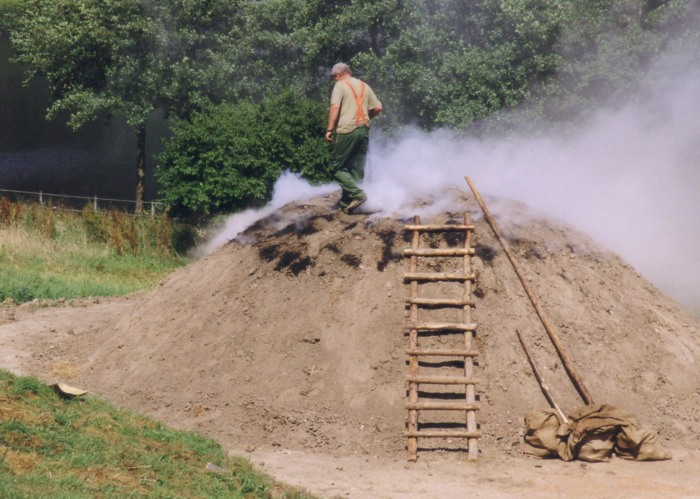
Kohlenmeiler im WFM Hagen
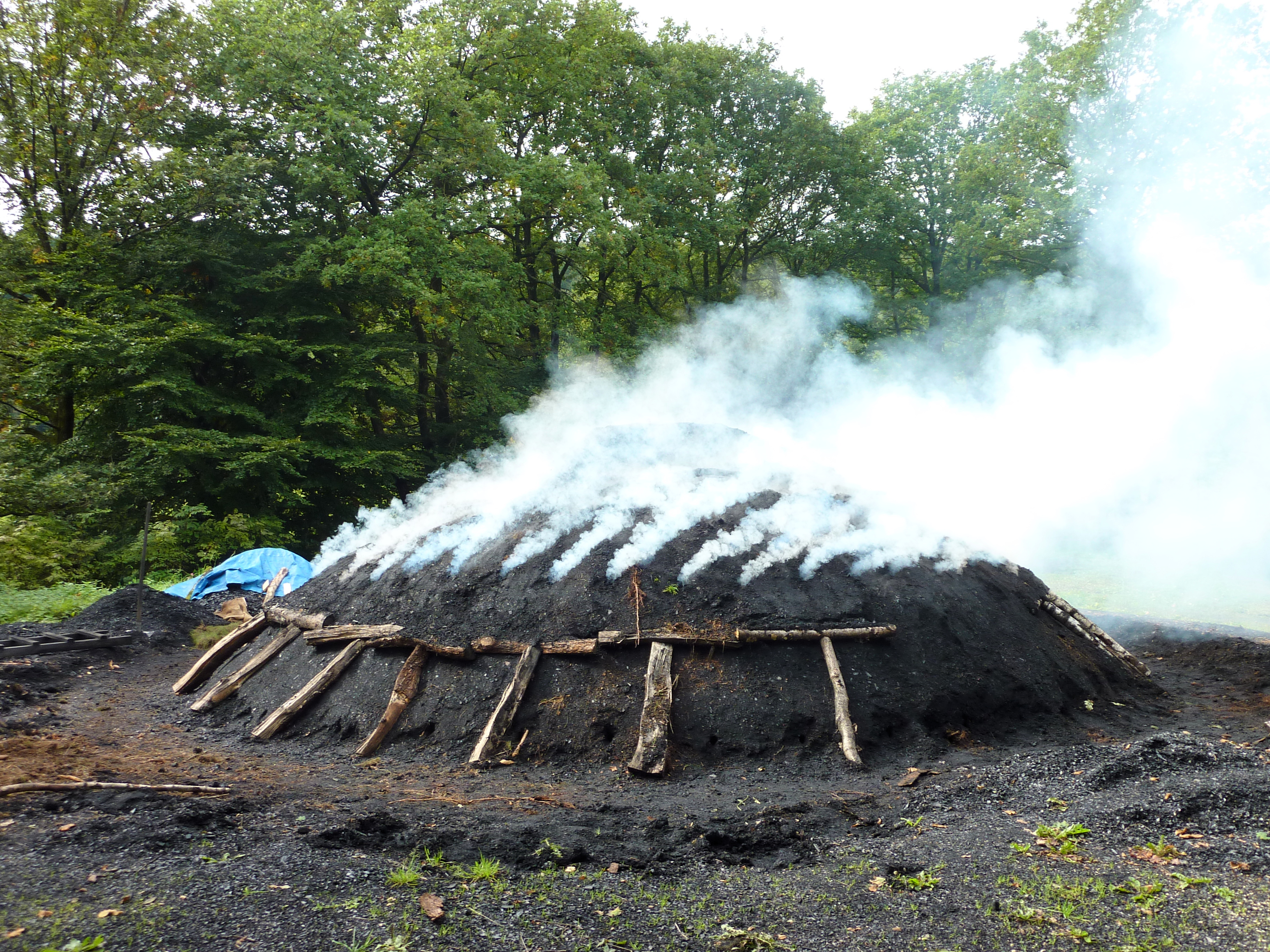
Kohlenmeiler in Walpersdorf, einer der letzten im Siegerland
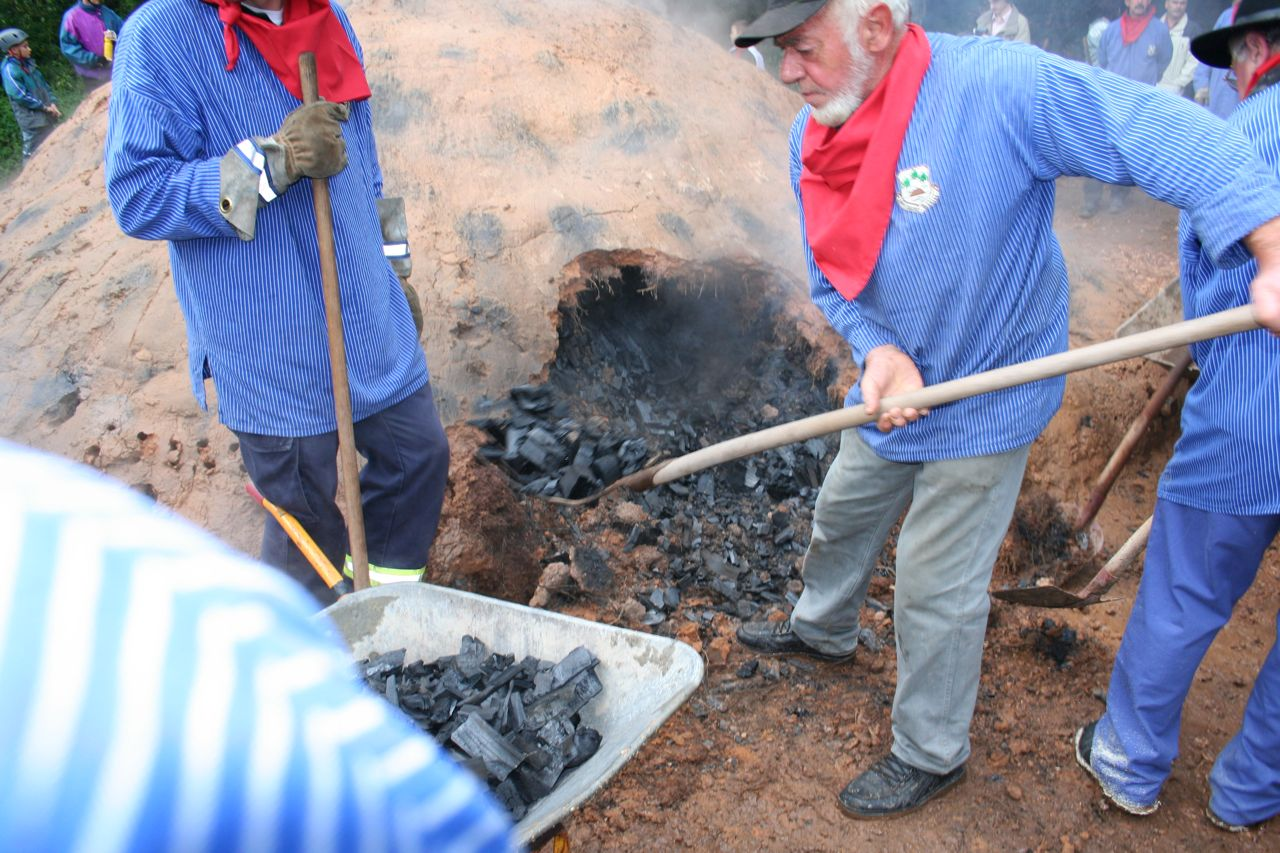
Öffnung des Kohlenmeilers
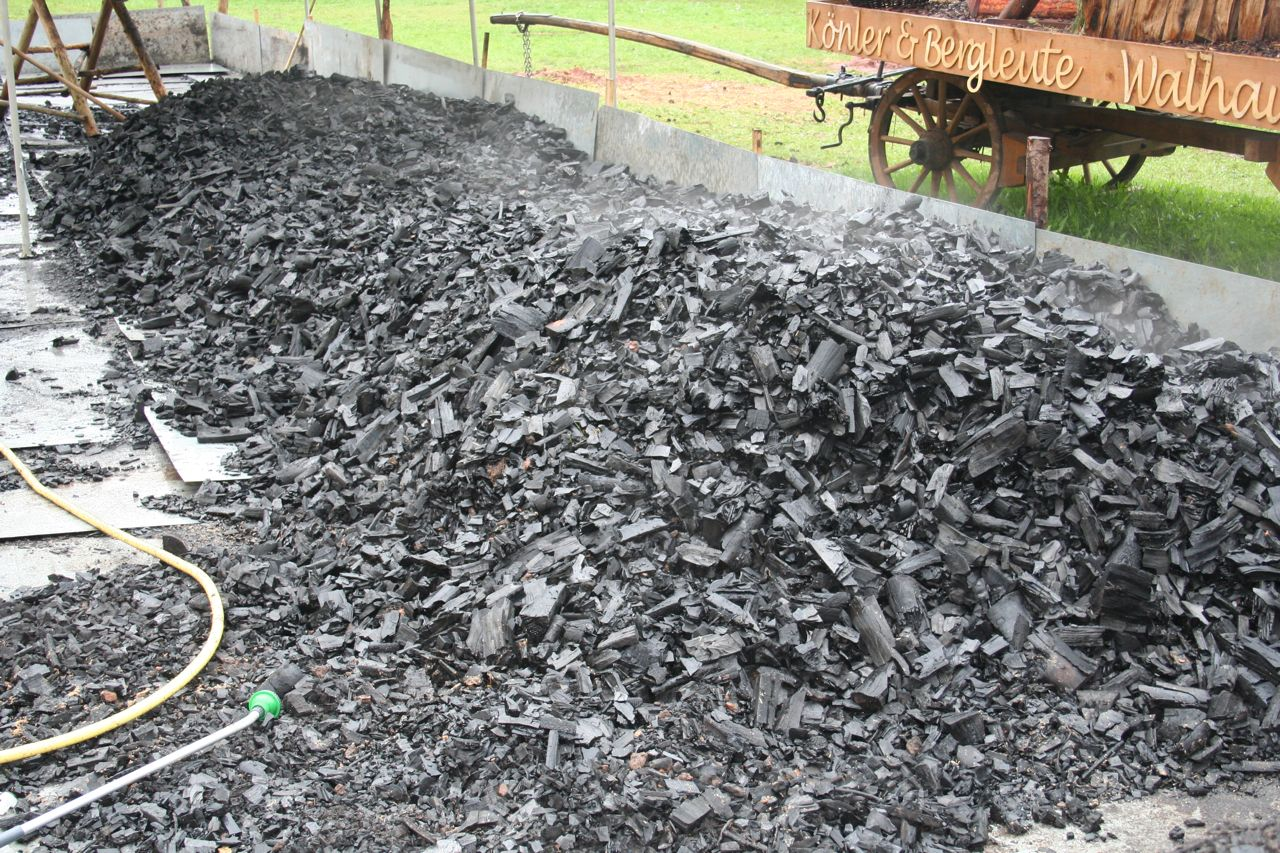
Holzkohlenausbeute
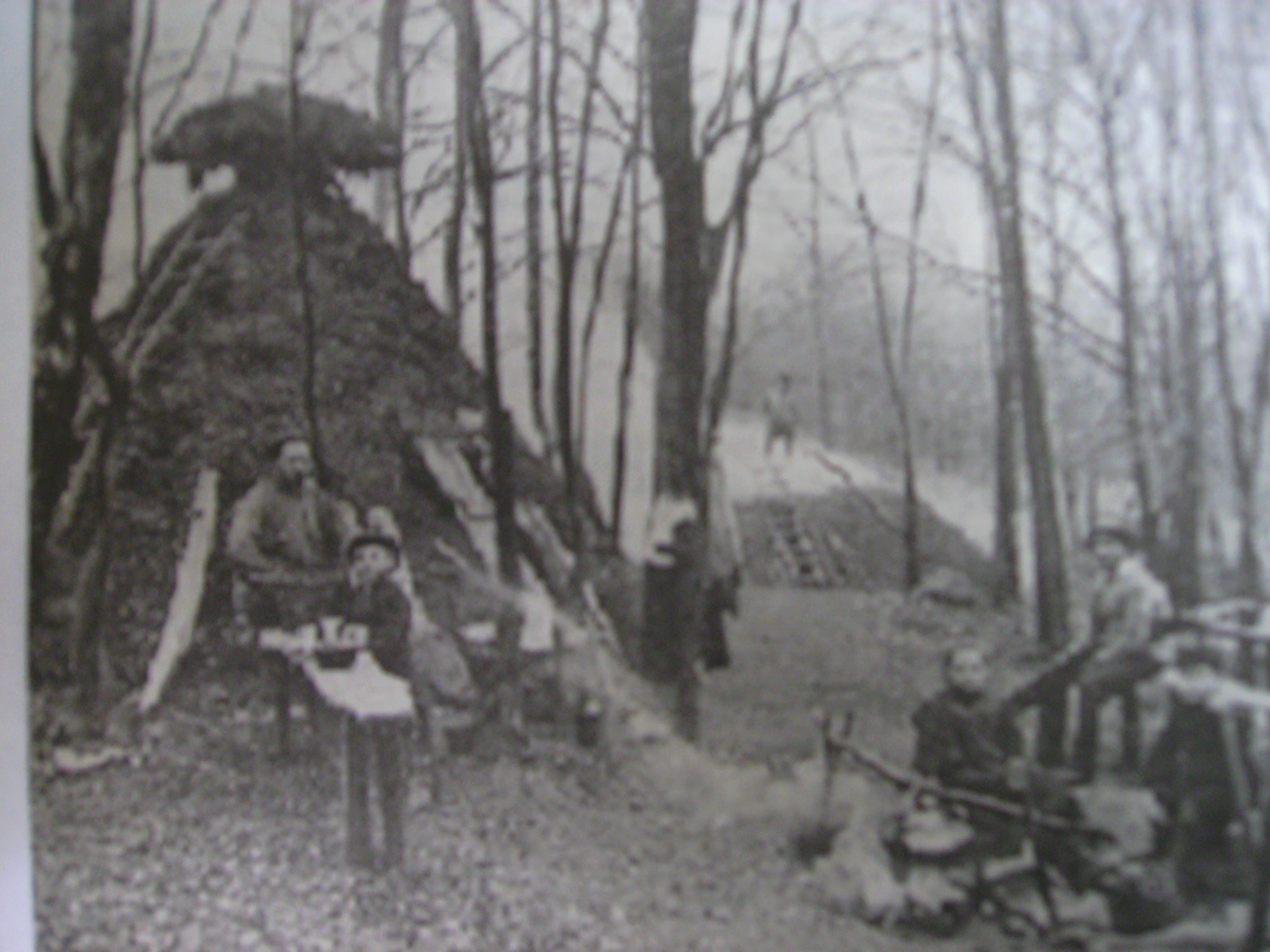
Köhler bei der Arbeit (Jahrhundertwende 19./20. Jh.)
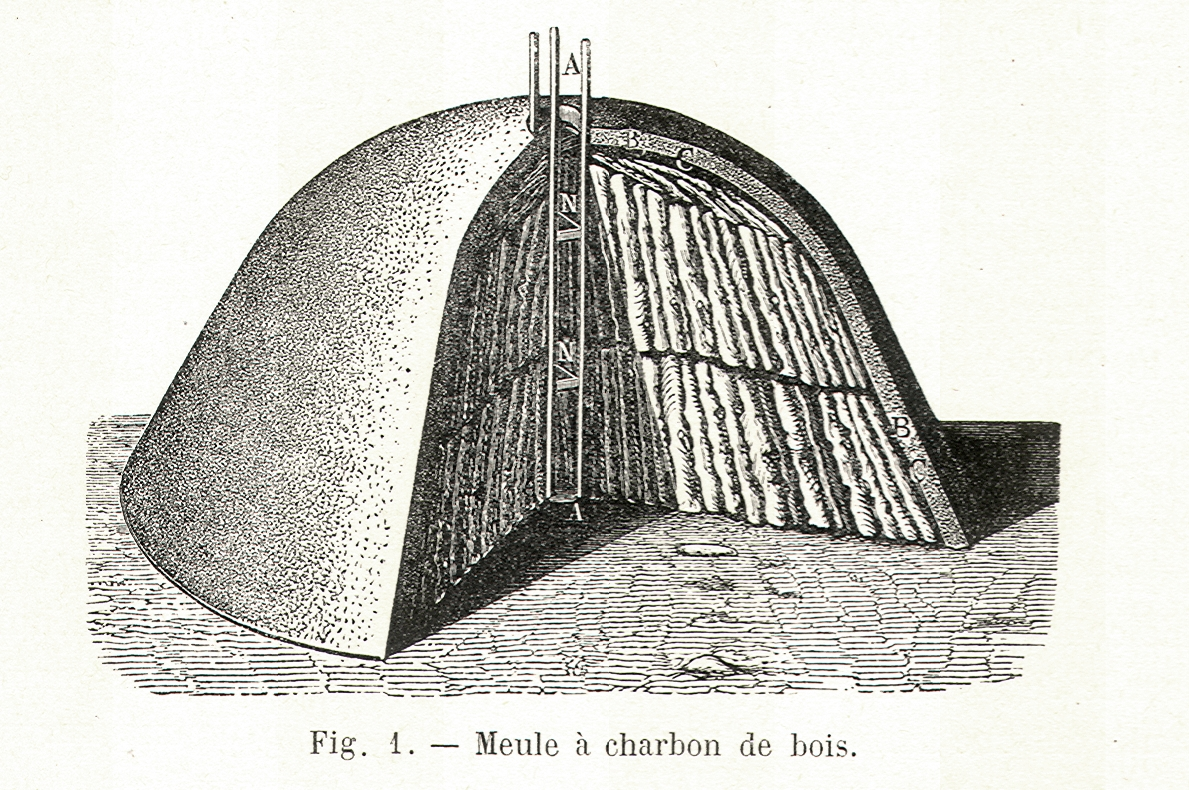
Schnittzeichnung eines Kohlenmeilers